# 太子宮 (地名)
太子宮是臺灣臺南市新營區的一處地名，得名自當地大廟新營太子宮:24。由於太子宮聚落規模頗大，二次大戰戰後以境內的南72線道路為界，分成現在的「太北里」與「太南里」。
過去當地設有「太子宮保（堡）」，以太子宮庄為保頭，另轄有新營、舊廍、角帶圍等庄:24。

## 沿革
太子宮一帶在荷蘭時代之前，可能是西拉雅族的獵場，且位於蔴豆社的活動範圍內:38。而在明鄭時期，相傳有漳州人何光翰到太子宮一帶開墾:50。另有一說在明鄭永曆十七年（1663年），有泉州府晉江縣來的許培元、洪濟舟、何世平、周以德與李中成等人從廈門來臺，於現在的鹽水登陸後，來到現在的太子宮一帶定居，且建有小廟供奉自家鄉帶來的「中壇元帥」，後來即發展成現在的「新營太子宮」。不過另有記載認為許培元等人是在清治時期後的康熙廿二年（1683年）才來到太子宮一帶開墾:52。